# Смоляний
Смоляни́й — село в Україні, у Моршинській міській територіальній громаді Стрийського району Львівської області. Стара назва — Пехерсдорф (нім. Pechersdorf/Pöchersdorf). Населення становить 35 осіб (2001).

## Історія
Село засновано в 1836 році під час Францисканської колонізації, як німецька колонія. В першому десятилітті XX ст. в Пьохерсдорфі проживало 163 німці.
15 червня 1934 року село передане з Долинського повіту до Стрийського.
У березні 1939 року станіславський воєвода перейменував село на Кшивєц (пол. Krzywiec).